# Asthenes harterti
Asthenes harterti е вид птица от семейство Furnariidae.

## Разпространение
Видът е разпространен в Боливия.